# Miltochrista karenkonis
Miltochrista karenkonis är en fjärilsart som beskrevs av Matsumura 1930. Miltochrista karenkonis ingår i släktet Miltochrista och familjen björnspinnare. Inga underarter finns listade i Catalogue of Life.